# Пад (филм)
Пад (енгл. Falling Down) је амерички криминалистички драмски филм Џоела Шумахера из 1993. године, по сценарију Еби Роу Смита.
У филму глуми Мајкл Даглас у главној улози Вилијама Фостера, разведеног и незапосленог бившег инжењера индустрије одбране. Филм се усредсређује на Фостера док пешице шета градом Лос Анђелесом, покушавајући да стигне до куће своје отуђене бивше жене на време за рођендан своје ћерке. На том путу, низ сусрета, како тривијалних тако и провокативних, доводи до тога да реагује са све већим насиљем и да саркастично запажа живот, сиромаштво, економију и комерцијализам. Роберт Дувал глуми Мартина Прендергаста, остарелог наредника полиције Лос Анђелеса који се, на дан свог пензионисања, суочава са сопственим фрустрацијама чак и када уђе у траг Фостеру.

## Радња
У животу инжењера Вилијема Фостера дошло је до низа неуспеха. Пре месец дана остао је без посла и сада је приморан да живи у дому са својом остарелом мајком. Он одлучује да посети своју вољену ћерку Адел, у Лос Анђелесу на њен рођендан, упркос судском налогу да не прилази њој и бившој супрузи Елизабет. На путу до ћерке, Фостер се суочава са разним препрекама које га постепено нервирају.
Вилијам и наредник ЛАПД-а Мартин Прендергаст заглавили су се у истом саобраћају. Вилијам напушта ауто и одлази, рекавши да иде породици. Након што је прошао кроз шумицу, улази у продавницу да замени један долар за телефонски позив, али власник радње, Корејанац, инсистира да прво нешто купи. Фостер узима конзерву газираног пића, али продавац од њега тражи 85 центи и нема довољно ситниша за позив. Продавац користи бејзбол палицу да избаци спорног купца, али Вилијем одузима палицу и изазива хаос. Фостер на крају одлази, плаћајући цену за коју мисли да је поштена, и узима палицу.
Власник продавнице зове полицију. Наредник Прендергаст, који истражује пљачке, веома је заинтересован за случај где је изгредник платио куповину, и одлучује да се бави овим случајем, упркос чињеници да ради у полицији последњег дана пре пензионисања.
У међувремену, Вилијам улази у нефункционално подручје дубоко у територије које контролишу банде и седа да се одмори на пустом месту. Два малолетна разбојника су пришла и траже од њега почаст. Окршај са разбојницима брзо се претвара у тучу, у којој их Вилијем баци у бекство палицом. Као одговор, бандити окупљају саучеснике, проналазе и покушавају да убију Фостера са прозора аутомобила у покрету, док он зове из телефонске говорнице. Због неспособности младих стрелаца, Фостер остаје неповређен, али су странци повређени, а аутомобил са бандитима доспева у несрећу. Приближавајући се аутомобилу, Фостер узима торбу ватреног оружја и наставља својим путем.
Вилијам одлази у ресторан брзе хране да нешто поједе. Равнодушни продавац и менаџер одбијају да га послуже доручком јер је ручак почео пре неколико минута. После мале свађе, Вилијам ипак добија наруџбу, али категорички није задовољан квалитетом хране. Вилијем вади узи и покушава да добије одговарајућу услугу силом оружја, али случајно почиње да пуца на објекат. Након изласка из ресторана, Фостер улази у продавницу у којој га нацистички продавац, чувши извештаје о нередима у гету, крије од полицајаца. Нациста прво сматра Фостера за „борца против режима“, али, не добијајући одобрење његових ставова, безочно тражи „љубитеље црнаца“. Вилијам забија нож у раме трговца и пуца у нацисту из свог пиштоља. У међувремену, полиција већ зна кога да тражи, Прендергаст му је у трагу и упућује свог партнера у Фостерову кућу да упозори жену и дете.
На Фостеровој стази је поправка пута која блокира цео пут. Он захтева од једног од мајстора да објасни разлог за поправку, док демонстрира свој пиштољ. У страху каже да је са путем све у реду и нема разлога за његову санацију. Задовољан одговором, Вилијам извлачи противтенковски бацач граната и пуца на гомилу возила. Не желећи да скрене са правог пута, прелази преко голф терена, упушта се у свађу са двојицом старих чланова клуба и пуца у електрични аутомобил, од чега једног од стараца добија срчани удар. Затим улази у вилу пластичног хирурга, повређујући се на бодљикаву жицу, и комуницира са баштованском породицом, сазнајући да је одабрао погрешан посао. Једном у својој кући, одакле су му управо побегле супруга и ћерка, ранио је полицајку.
Коначно, Вилијам престиже своју бившу жену и ћерку на пристаништу. Ћерка је срећна што види свог оца, али бивша супруга Елизабет се смртно плаши Вилијама. Прилазећи Прендергасту започиње разговор са њима и потајно показује Елизабети револвер. Искористивши тренутак, жена зграби Вилијемов пиштољ и баци га у море, а затим бежи са дететом. Наредник, претећи револвером, наређује Вилијаму да се преда. Оставши сам са полицајцем, Фостер изјављује да је наоружан. Извлачи пиштољ, провоцирајући Мартина да отвори ватру. Након што је упуцао Фостера, Мартин открива да је имао само пиштољ-играчку.
Прендергаст се пробија кроз гомилу новинара до куће Елизабет Фостер, баш када стигну рођендански гости. Мартин саветује Елизабет да сутра све исприча ћерки, јер је данас њен празник.